# Všechlapy (district de Nymburk)
Pour les articles homonymes, voir Všechlapy.
Všechlapy (en allemand : Wschechlap) est une commune du district de Nymburk, dans la région de Bohême-Centrale, en République tchèque. Sa population s'élevait à 791 habitants en 2020.

## Géographie
Všechlapy se trouve à 4 km au nord du centre de Nymburk et à 46 km à l'est-nord-est de Prague.
La commune est limitée par Krchleby au nord-ouest et au nord, par Bobnice à l'est, par Nymburk au sud, et par Dvory à l'ouest.

## Histoire
La première mention écrite de la localité date de 1223.

## Transports
Par la route, Všechlapy se trouve à 4,5 km de Nymburk et à 59 km de Prague.